# Tiele-Winckler

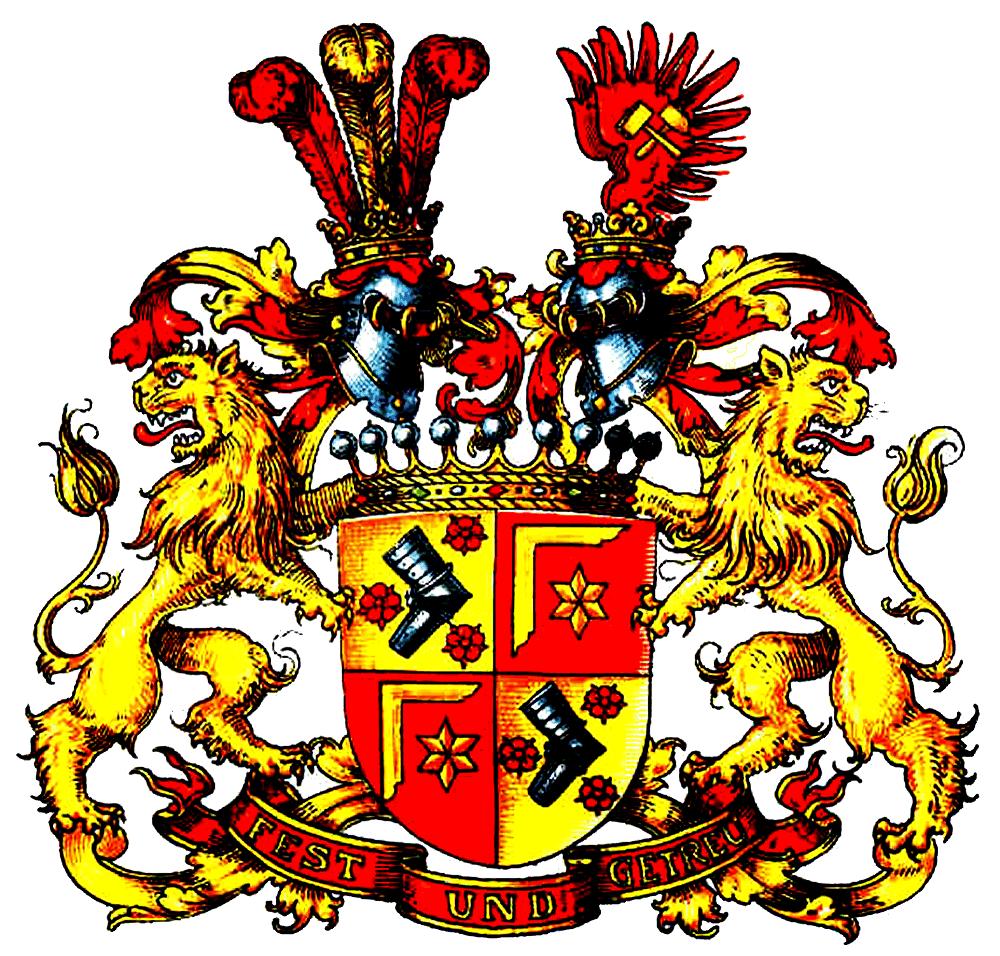
Wappen der Grafen von Tiele-Winckler

Die Familie von Tiele-Winckler ist ein ursprünglich mecklenburgisches, später auch oberschlesisches Adelsgeschlecht, das im Mannesstamm auf die Familie von Tiele zurückgeht.
Die Familie kam im 19. Jahrhundert im Oberschlesischen Industriegebiet durch Bergbau zu großem Vermögen, baute Betriebe der Montanindustrie auf und erwarb Großgrundbesitz in Preußen und Mecklenburg. Sie erhielt einen erblichen Sitz im Preußischen Herrenhaus.

## Geschichte
Stammvater ist der kurländische bzw. russische Hofrat Christian Gottlieb von Tiele (* 1751, † 1811).

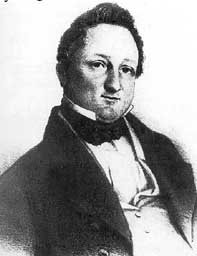
Franz von Winckler (1803–1851)

Die Grundlage des Reichtums legte Franz Winckler (* 1803, † 1851), seit 1840 von Winckler. Er begann im Jahr 1818 als Bergmann in einem oberschlesischen Erzbergwerk. Nach seiner Ausbildung an der 1803 gegründeten Bergschule Tarnowitz in Oberschlesien arbeitete er als leitender Angestellter in einem kleinen Bergwerksbetrieb auf dem Gut Miechowitz. 1832 heiratete er die kinderlose Witwe und Erbin seines Chefs, Maria Freifrau von Aresin (* 1789, † 1853), und weitete deren Unternehmen zu großem Umfang aus. Schließlich war er Herr über 14 Zinkbergwerke und 69 Steinkohlefelder. Dazu kamen Zink- und Eisenhütten. Wie Karl Godulla schaffte er den Aufstieg zu einem der großen oberschlesischen „Kohlemagnaten“, neben den Grafen Henckel von Donnersmarck und Ballestrem, während Hans-Ulrich Graf von Schaffgotsch sich das Godulla-Vermögen erheiratete und Fürst Hugo zu Hohenlohe-Öhringen zu einem der weltweit größten Zinkproduzenten wurde.
1838 und 1839 erwarb das Ehepaar Winckler zusätzlich zu Miechowitz noch die Rittergüter Kattowitz und Myslowitz, die von der Standesherrschaft Fürstentum Pleß abgetrennt wurden. Im Zusammenhang damit gelang es der Familie, an beiden Orten auch das Monopol für den Steinkohleabbau zu gewinnen. Ergänzend erstritt sie in mehreren Prozessen für einige Orte hoheitliche Rechte wie das Bergregal, die Bergpolizei und den Zehnt. Einige der Tiele-Wincklerschen Bergbaubetriebe hatten durch die Oberschlesische Eisenbahn schon seit 1846 eine moderne Verkehrsanbindung.

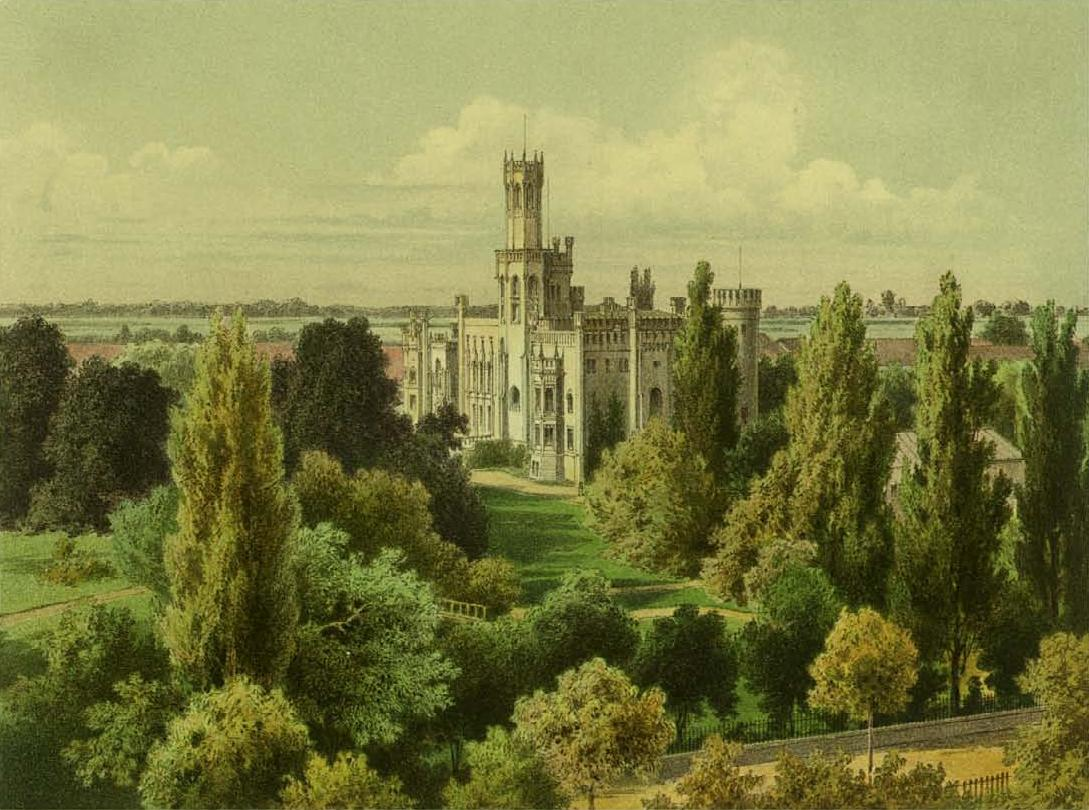
Schloss Miechowitz in Miechowitz, Oberschlesien
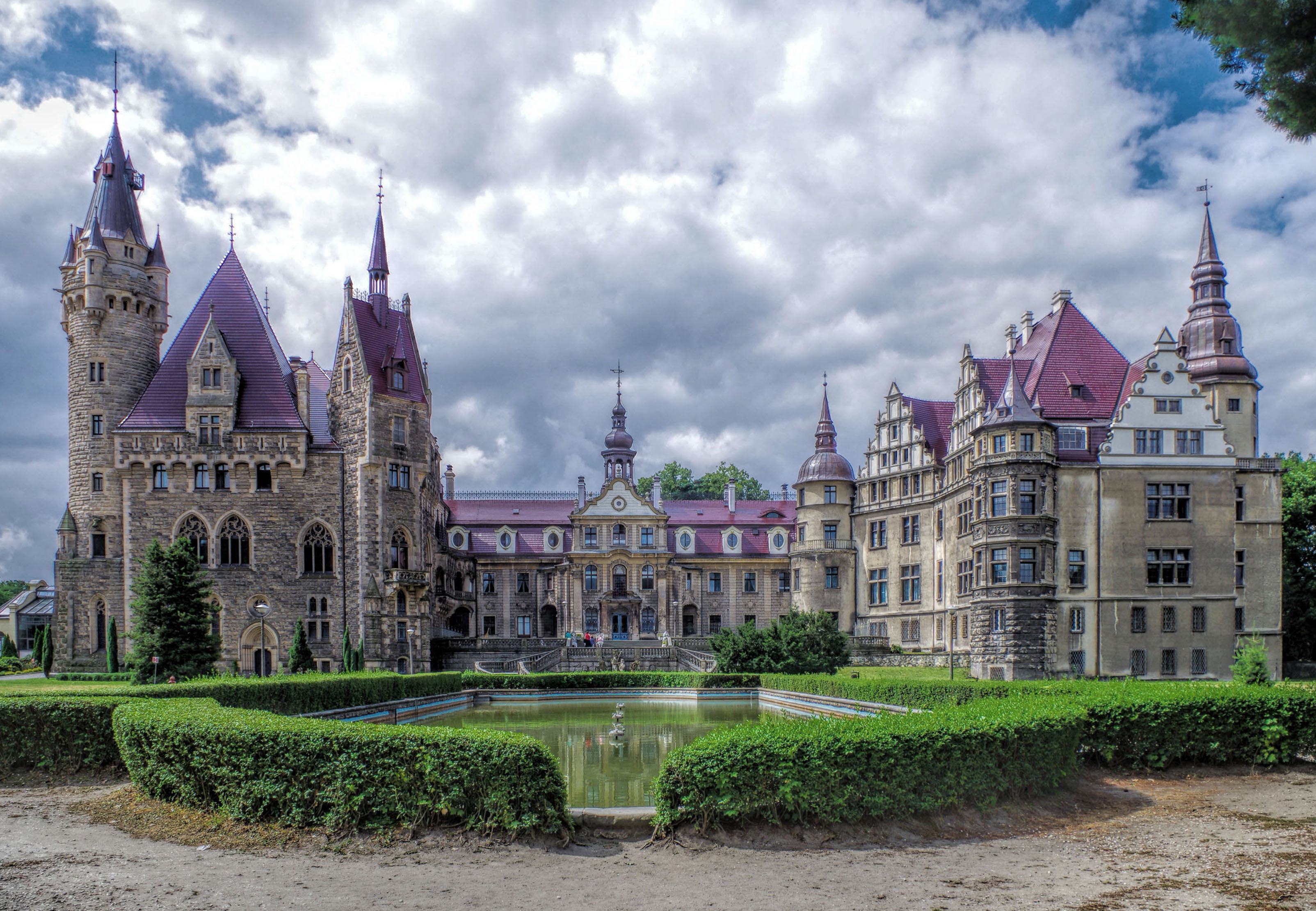
Schloss Moschen, Oberschlesien

1851 starb Franz von Winckler, 1853 seine Witwe Maria. Alleinerbin sämtlicher Güter und Unternehmen war Valeska von Winckler (* 1829, † 1880), Tochter aus Franz von Wincklers erster Ehe. 1854 heiratete sie den Leutnant Hubert Gustav von Tiele (* 1823, † 1893), der fortan das Oberhaupt der Familie war und die Geschäfte führte. Nach der Namen- und Wappenvereinigung 1854 in Schwerin lautete der Familienname von Tiele-Winckler.
Der Hauptwohnsitz des Ehepaares von Tiele-Winckler war das Schloss mit 300 Zimmern in Miechowitz. Sie hatten neun Kinder: Franziska (* 1855), Franz-Hubert (* 1857), Walther (* 1858), Günther (* 1860), Helene (* 1861), Hildegard (* 1863), Hans-Werner (* 1865; † 1914), Eva (* 1866) und Klara (* 1868). Durch ihr späteres soziales Engagement erreichte vor allem Eva von Tiele-Winckler überregional einen hohen Bekanntheitsgrad.
Vertreter der Familie gingen auf verschiedene bekannte Adelsinternate, unter anderem auf das Friderico-Francisceum zu Doberan, auf das Fürstliche Stolberg-Gymnasium Wernirgerode sowie das Pädagogium Putbus.
Hubert Gustav Viktor von Tiele-Winckler erwarb 1866 das Gut und Schloss Moschen im Schlesischen Tiefland. Ferner legte er das Familienvermögen in verschiedenen Gütern in Mecklenburg an, er erwarb 1871 das Gut Lebbin (1912 neu erbaut, 1934 verkauft), 1876 Gut Vollrathsruhe, 1877 Gut Rothenmoor und 1890 Gut Schorssow mit Gut Bülow (beide 1929 verkauft). Das Ehepaar von Tiele-Winckler ließ sich 1872/1873 an der Regentenstraße (heute: Hitzigallee) im Berliner Tiergartenviertel nach einem Entwurf der Berliner Architekten Gustav Ebe und Julius Benda das Palais Tiele-Winckler errichten (später als Spanische Gesandtschaft genutzt). Dort verbrachte die Familie viele Jahre lang zumeist die Wintermonate. Nach dem Tod der ersten Ehefrau Valeska 1880 war Hubert Gustav in zweiter Ehe ab 1883 mit Rose Gräfin von der Schulenburg (* 1847;  † 1930) verheiratet. Hubert Gustav Viktor von Tiele-Winckler starb 1893. Der gemeinsame Sohn Raban wurde 1887 geboren, übernahm Lebbin und starb 1936 auf der Heimreise aus Afrika im Suezkanal.
Sein erstgeborener Sohn Franz Hubert von Tiele-Winckler erbte u. a. das Schloss Moschen, das er nach einem Brand 1896 in den Folgejahren neu errichten ließ. Ihm wurden die oberschlesischen Betriebe übereignet, seinem Bruder Walter die mecklenburgischen. Franz Hubert erhielt am 25. Juni 1895 vom Deutschen Kaiser den primogenen Grafentitel, die übrigen Familienmitglieder wurden 1905 in den preußischen Freiherrenstand erhoben. Er stand in der Rangfolge der reichsten Einwohner Preußens im Jahr 1912 an achter Stelle. Im Adressbuch der Millionäre sind ohne nähere pekuniäre Angaben insgesamt sechs Tiele-Winkler aufgeführt.
1889 wurde der Familienkonzern in die Kattowitzer AG für Bergbau und Eisenhüttenbetrieb umgewandelt. Nach der Teilung Oberschlesiens im März 1921 verkaufte Franz Hubert das Industrieunternehmen im Herbst 1921 an Friedrich Flick, der im Jahr darauf auch in die Ballestrem’schen Betriebe einstieg. 1922 starb er. Sein Sohn und Erbe Klaus Peter Graf von Tiele-Winckler verkaufte 1925 auch das Gut Miechowitz (das Schloss ist heute Ruine) an Flicks Preußengrube AG. Er starb kinderlos im Jahr 1938. Erbe des Gutes Moschen wurde sein Neffe Günter von Tiele-Winckler, der im Februar 1945 vor der Roten Armee floh. Moschen wurde nach der Vertreibung der Deutschen aus Oberschlesien ebenso enteignet wie Vollrathsruhe und Rothenmoor durch die Bodenreform in der Sowjetischen Besatzungszone ab 1945. Lebbin war bereits 1934 von Raban Freiherr von Tiele-Winckler verkauft worden. In Vollrathsruhe hat die Familie nach der Deutschen Wiedervereinigung einen Forstbesitz zurückerworben, der durch die Graf v. Tiele-Winckler’sche Guts- und Forstverwaltung Vollrathsruhe GmbH verwaltet wird.

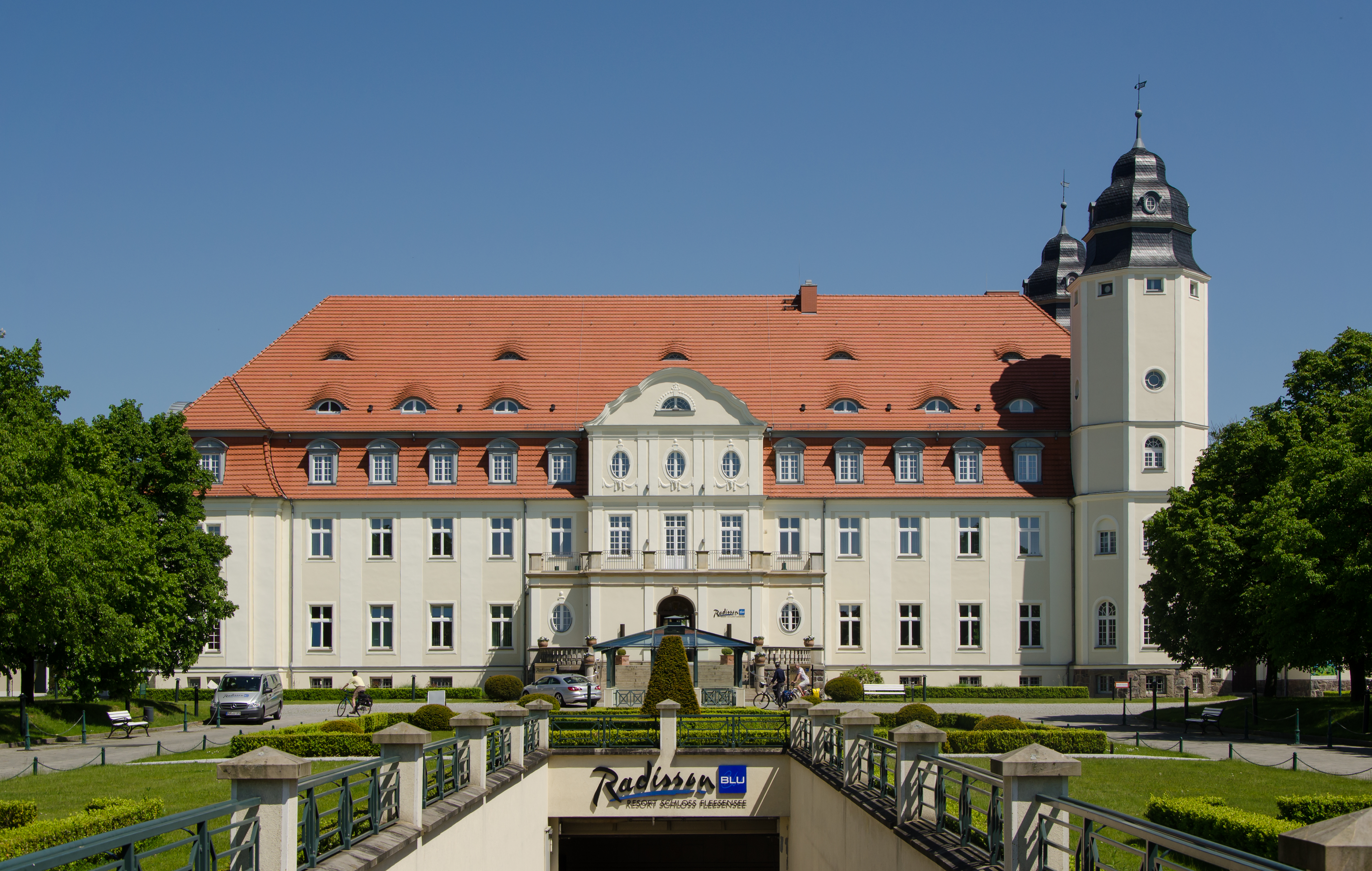
Gut Lebbin, Mecklenburg
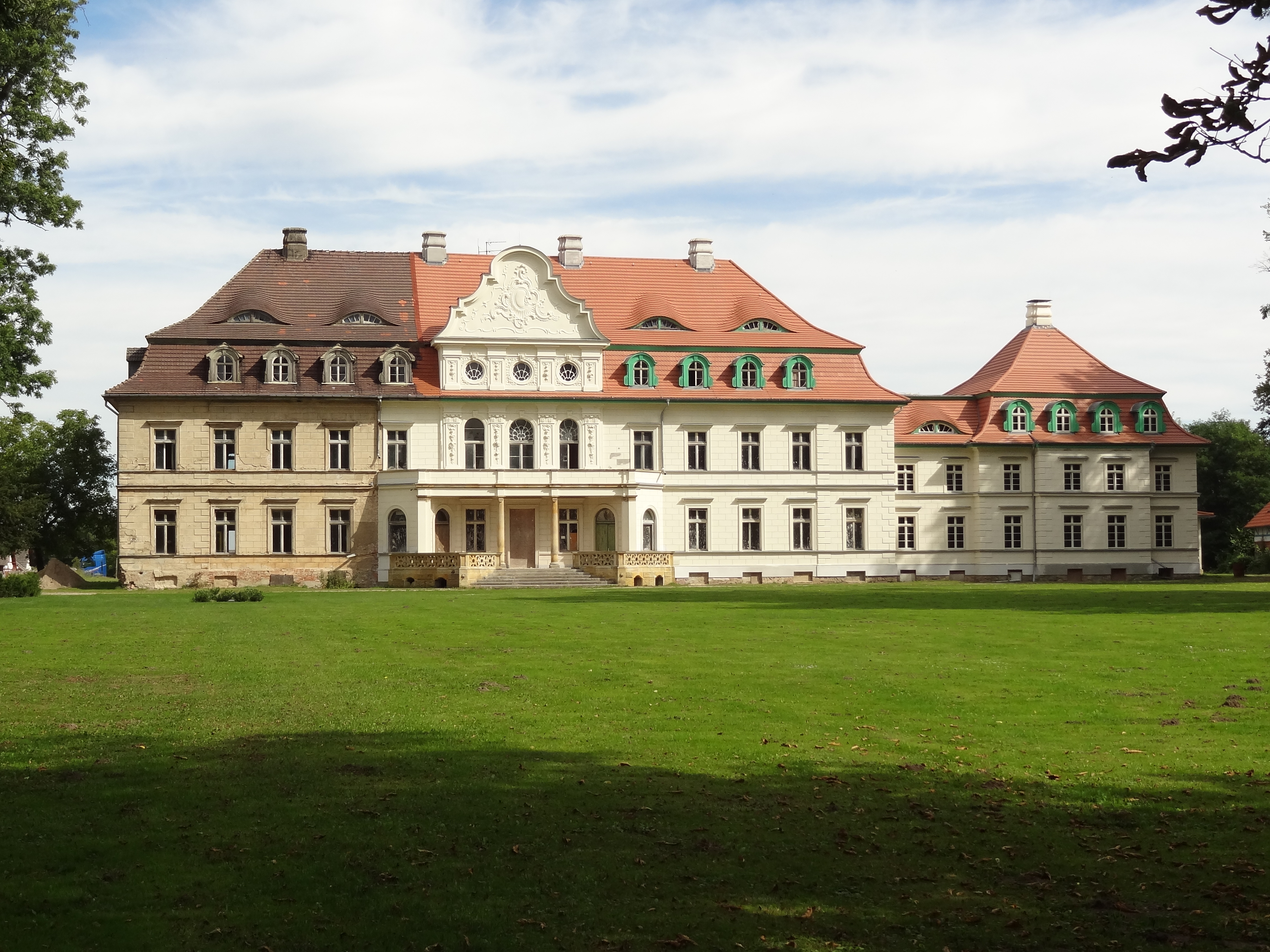
Gut Vollrathsruhe, Mecklenburg
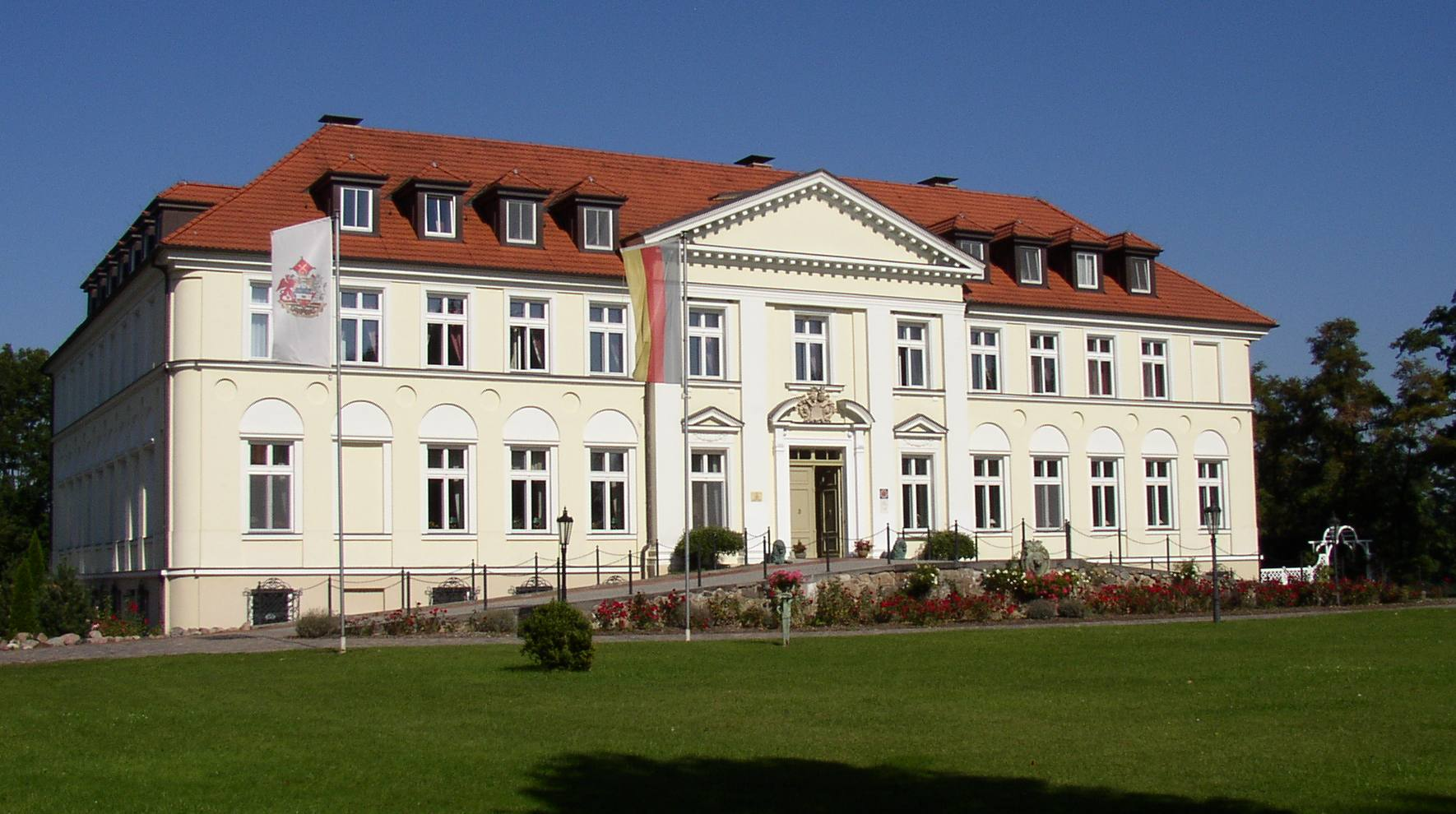
Gut Schorssow, Mecklenburg
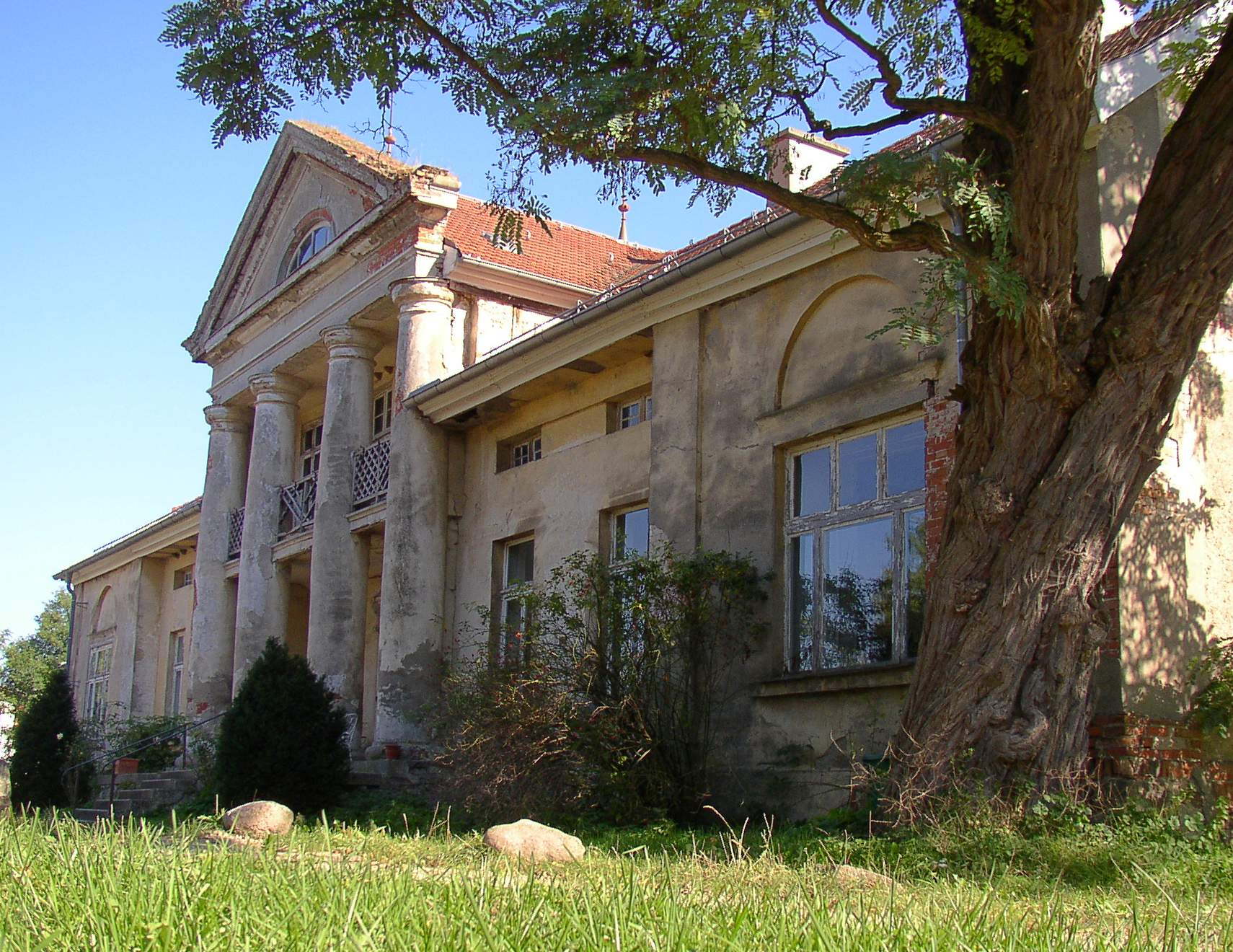
Gut Bülow, Mecklenburg

## Wappen
- Das Stammwappen der Tiele zeigt in Gold eine von drei (2:1) roten Rosen begleitete rechtsgekehrte stählerne Armschiene. Auf dem Helm mit rot-goldenen Helmdecken drei (rot-gold-rot) Straußenfedern.
- Das Wappen der Winckler zeigt in Rot ein mit der Spitze nach rechts oben gekehrtes goldenes Winkelmaß, einen goldenen Stern umschließend. Auf dem Helm mit rot-goldenen Decken ein geschlossener, mit aufwärts geschrägtem goldenen Schlägel und Bergmannseisen belegter roter Flug.
- Das Wappen von 1854 ist geviert. Felder 1 und 4 zeigen das Stammwappen der Thiele, 2 und 3 das Wappen der Winckler. Zwei Helme mit rot–silbernen Decken, rechts der Stammhelm der Winkler, links der der Tiele.
- Das gräfliche Wappen von 1895 ist wie 1854, es zeigt zusätzlich die Grafenkrone und zwei widersehende goldene Löwen als Schildhalter. Der Wahlspruch lautet: „FEST UND GETREU.“

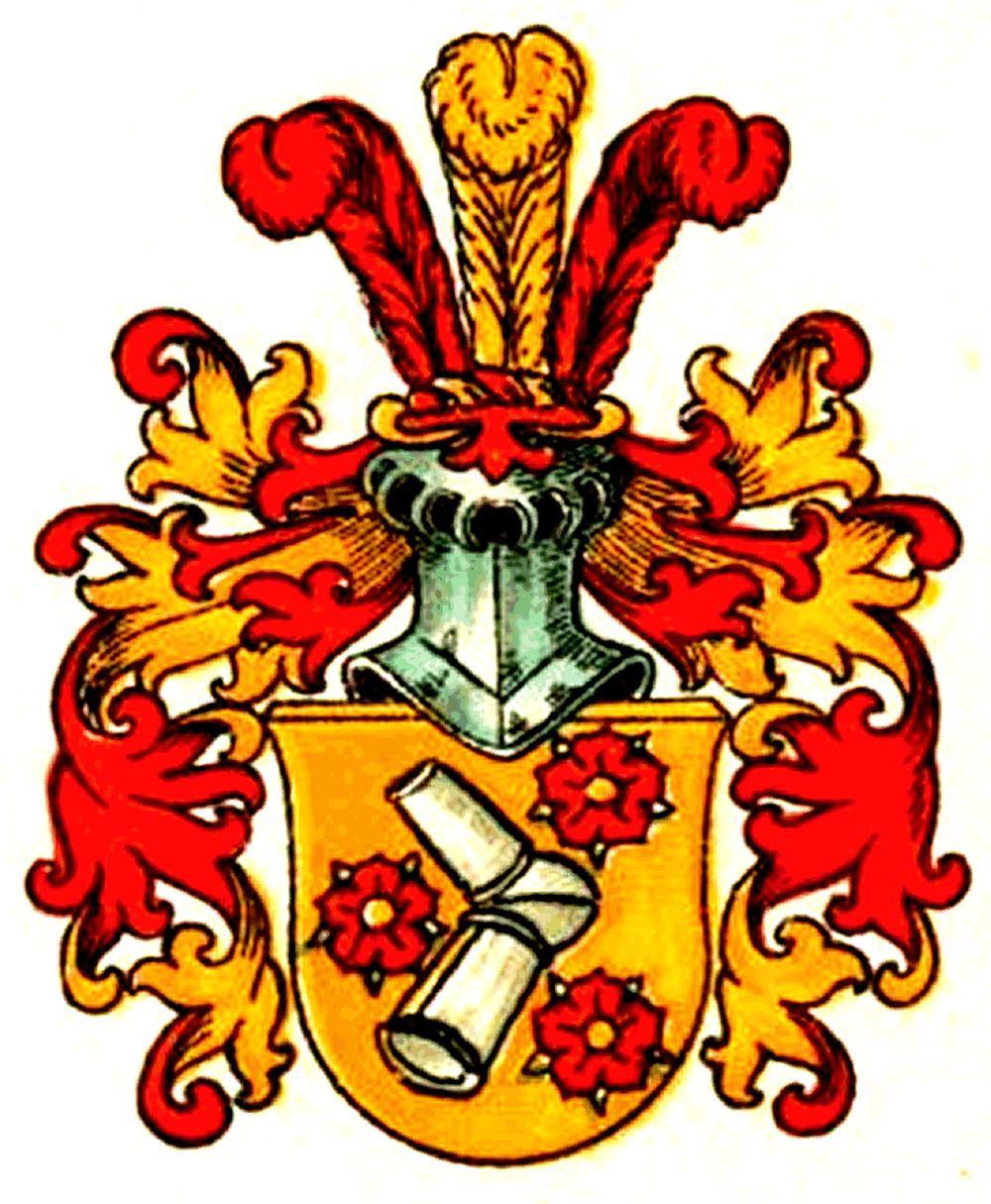
Stammwappen derer von Tiele
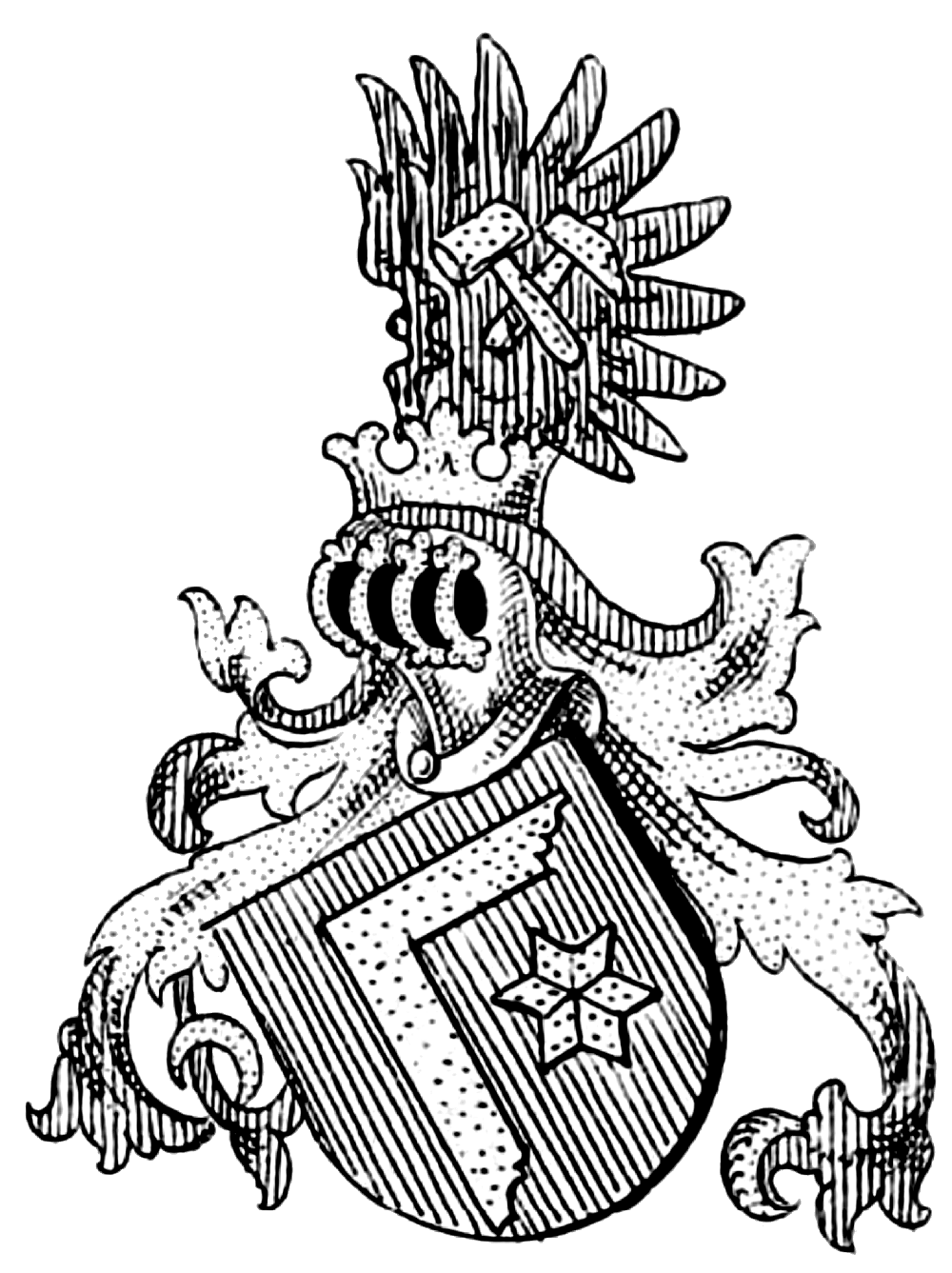
Wappen derer von Winckler (1840)
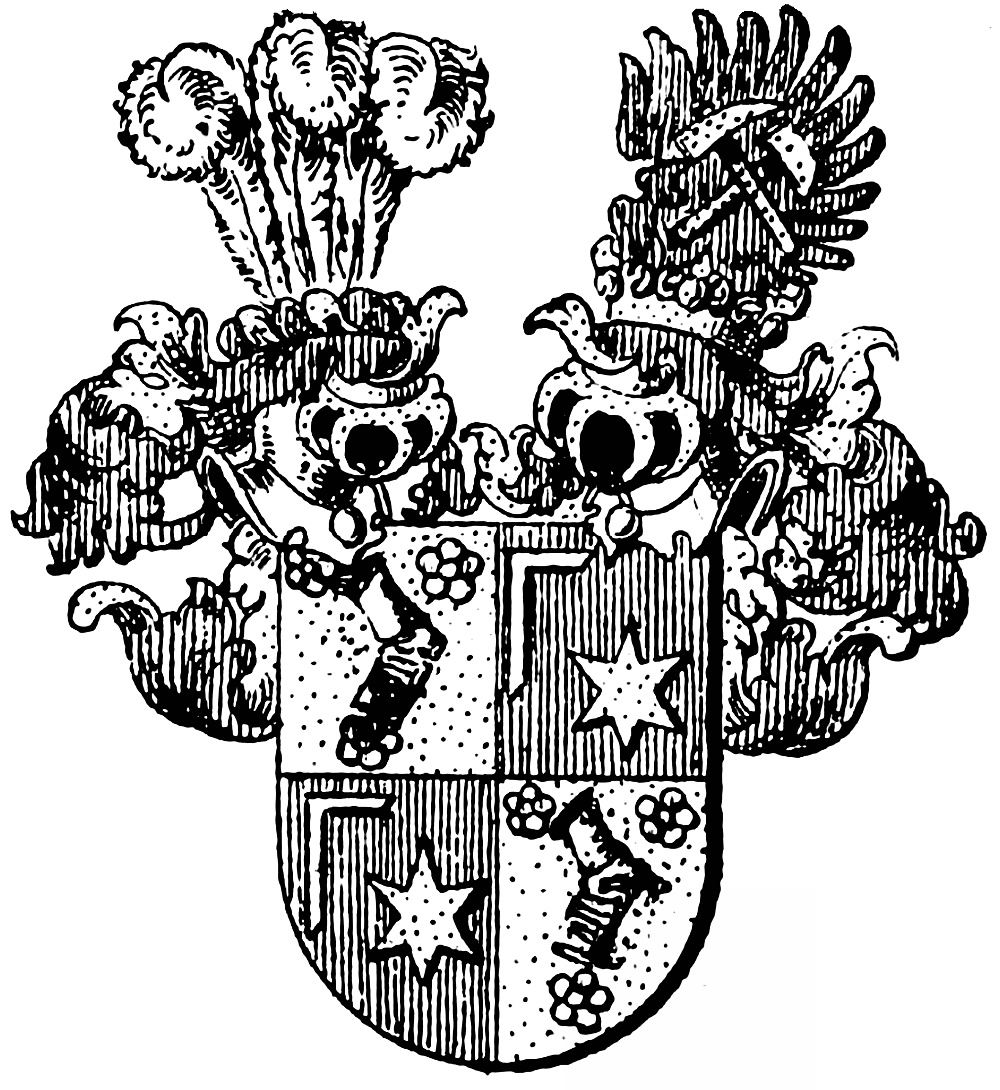
Wappen derer von Tiele–Winkler (1854)

## Prominente Familienmitglieder
- Franz Hubert von Tiele-Winckler (1857–1922) war Hauptaktionär der Kattowitzer AG für Bergbau und Eisenhüttenbetrieb. Neben seiner unternehmerischen Tätigkeit war er von 1887 bis 1892 Landrat des Kreises Neustadt in Oberschlesien.[11] 1895 wurde er in den erblichen Grafenstand erhoben.
- Die Diakonisse Eva von Tiele-Winckler (1866–1930) war eine der ersten Frauen in leitender Position in der Diakonie. Sie gründete eine evangelische Schwesternschaft und das überregional tätige Hilfswerk Friedenshort. Nach ihr sind heute Einrichtungen in Berlin, bei Hamburg[12], in Herne[13] und in Öhringen[14] benannt.
- Eva Benita Freiin von Tiele-Winckler (1927–2013; bekannt als „Fürstin zu Schaumburg-Lippe“), heiratete 1955 Philipp Ernst zu Schaumburg-Lippe, Chef des Hauses Schaumburg-Lippe, und war Mutter von Alexander zu Schaumburg-Lippe, ebenfalls Chef des Hauses Schaumburg-Lippe